# Zoetermeer
Zoetermeer /'zu:tərˌme:r/  è un comune dei Paesi Bassi di 125 265 abitanti (al 1º gennaio 2021) situato nella provincia dell'Olanda Meridionale. La municipalità copre un'area di 30,05 km² dei quali 2,50 km² di acque. Piccolo villaggio fino alla fine degli anni '60 del XX secolo, nel 1950 contava 6 392 abitanti. Pensata nei primi anni '70 del XX secolo come città dormitorio de L'Aia, è arrivata ad essere la terza municipalità per numero di abitanti dell'Olanda Meridionale, dopo Rotterdam e L'Aia.

## Storia
Zoetermeer è molto più antica di quanto comunemente si creda. Il primo insediamento abitato risale ad un periodo compreso tra il 900 ed il 1000 d.C., quando in zona nacque un piccolo centro di estrazione della torba, molto abbondante in tutta l'area, sulle rive del lago Zoetermeer (dall'olandese "lago dolce"), dal quale la città deriva il suo nome odierno.
Più tardi, nel corso del XIII secolo, il nucleo del centro abitato venne spostato più a sud, nel luogo ove si trova il piccolo centro storico della città, poiché la secolare attività estrattiva esponeva ormai il villaggio a rischi alluvionali. L'omonimo lago venne prosciugato nel 1614.